# 麥當雄
麥當雄（英語：Johnny Mak Tong Hung，1949年12月2日—），香港電影導演、编剧和监制，以擅於製作警匪片見稱。1970年代，他是麗的電視（亞洲電視前身）节目总监及其第一台（本港台前身）台長，多次為收視常處弱勢的麗的打敗無綫。1980年代起他轉身成為電影監製，凭《省港旗兵》获第21屆台灣電影金馬獎最佳導演，凭《跛豪》獲得第11屆香港電影金像獎最佳編劇。其弟是导演麦当杰。

## 生平
麥當雄1949年生於英屬香港，1962年考入聖若瑟書院，在校時與劉松仁為同學。1969年於香港聖若瑟書院畢業後，在中西英文書院中學部教授歷史科。
1971年，麦当雄與劉松仁一同加入麗的電視第五屆藝員訓練班，短暫當過演員後轉入幕後，任助理编导。1974年，升为编导，负责制作单元剧，其中《八座八楼》、《夕阳红》、《落霞孤鹜》等短剧，是当时丽的收视最高的节目。1977年，升任监制后再升制作经理。1978年8月佳视结业，而麦当雄导演的电视剧《鳄鱼泪》取得佳绩，随后升任丽的電視节目总监和第一台台長。1970年代末至1980年代初，麥當雄與蕭若元一同主政了麗的電視劇製作。
早在1975年，麦当雄就凭借其导演的电视单元剧《十大奇案》其中兩集一举成名，纪实手法加插一系列血腥恐怖的場景，撼动了對台無線《歡樂今宵》惯性收视，令他和李兆熊、屠用雄並稱「麗的三雄」。他此後开拍《大丈夫》、《大白鯊》、《鱷魚淚》、《天蠶變》等劇，也取得不俗成績。拍《天蠶變》時遇上主角鬧不和，麥當雄乃藉修改劇本乘機易角，其時引來轟動。無綫拍《楚留香》力抗《天蠶變》，麥當雄又以有限資源開拍了同樣講述楚留香故事的八集週末劇《俠盜風流》，分流《楚留香》收視以保障《天蠶變》。1980年9月，麦当雄帶領丽的以「千帆並舉」為口號，黄金时间三线剧集全面圍剿無線，七点《大地恩情》，八点《風塵淚》，九点《驟雨中的陽光》，其中《大地恩情》導致無綫被迫腰斬同時段《輪流傳》。
然而在1978年，麦当雄已看准电视盛极必衰的趋势，並预测到香港电影大有可为，于是秘密组建焦点影业，准备集资拍摄电影。1981年麗的電視宣佈賣盤后，麥當雄带领黎大炜、麦当杰、萧若元、韩义生、文隽、张家振等嫡系投身電影界，焦点影业更名麦当雄制作有限公司。自立門戶之初，他曾尝试主攻海外市场，在製作第一部電影《靚妹仔》同年，也製作了全英對白的「西化港片」《神探光头妹》。1984年，合夥人糾紛導致公司逐漸解體，同年《省港旗兵》上映後，麥當雄与嘉禾公司總裁鄒文懷合組新香港電影城公司，为嘉禾拍摄电影。其後也與永盛電影，艺能影業等展开合作。
麦当雄生涯挂帅导演的电影仅有《省港旗兵》一部，其余多以監製或編劇身分主導創作，将执导筒交与旗下幹將黎大炜、麦当杰、潘文杰等人。他的代表作《靚妹仔》、《跛豪》、《三狼奇案》、《玉蒲團之偷情寶鑑》等常涉警匪幫派、風俗艳情，有评论以「男盜女娼」來形容。其題材亦少有原創：他監製的首部電影《靓妹仔》尽管掀起“问题少女电影”潮流，情节却借鉴之前单慧珠执导的电视单元剧《江湖再见》，《省港旗兵》讲述“大圈仔抢劫”的始作俑者是1974年吴思远的《七百万元大劫案》，《三狼奇案》翻拍自程刚《天网》，《法内情》续拍自吴思远《法外情》。不過相對同時期的電影，麥氏的作品都屬嚴謹、專業之作。當中，《靚妹仔》獲最佳電影、最佳導演在內的第二屆香港電影金像獎八項提名，更讓17歲的林碧琪成為史上最年輕的金像獎最佳女主角。《省港旗兵》為麥當雄奪得金馬獎最佳導演，在2005年金像奖“百年百大电影”中高居榜單第六位。《跛豪》曾獲得第十一屆金像獎最佳電影、最佳編劇，票房更創下3800萬港元之佳績，開香港黑幫人物傳記片風潮。由他製作的《玉蒲團之偷情寶鑑》长期占据着香港三级票房的冠军宝座，直到2011年，萧若元父子制作的《3D肉蒲团之极乐宝鉴》才破其记录。
90年代起，麥當雄積極北上。他先後與上海電影製片廠合拍杜月笙傳記片《歲月風雲之上海皇帝》和《上海皇帝之雄霸天下》，與北京電影製片廠合拍武俠片《飛狐外傳》，與峨眉電影製片廠合拍《中俄列車大劫案》。1993年2月，麦当雄在青岛成立中隆集团，开始在内地经商。1994年，他在鄭州成立金創意文化传播工程有限公司，并在北京设立办事处，致力於推廣国内影視，簽約吴天明、李少红、何群、周晓文、冯小刚、陈胜利等導演。
90年代中後期，隨著港產片不景氣，麥當雄逐漸減產，最後一部電影乃1997年上映的《黑金》，获第17届香港电影金像奖7项提名，但投资6000万，票房僅1000万，是90年代香港虧損最嚴重的電影之一。他此後解散製作公司並淡出影壇，專注在中國內地经商，于山东和四川成都投资房地產、批发市场和農副產品。1996-2013年，麦当雄擔任山東省政协委员。2010年，萧若元父子开拍《3D肉蒲团之极乐宝鉴》，邀其重出江湖，担任监制，但麦当雄只是投资2000万，以示对老友支持，并未参与创作。

## 爭議
麥當雄作風素以大膽見稱。丽的時期拍攝警匪劇《大丈夫》時，就曾多次登上新聞版面，如在街上拍演员浑身是血，开车横冲直撞的镜头；令王钟从吊车跳下，導致海洋公园警钟响彻；讓煒烈未經報備身著警服，導致全組被扣押警署；更命人將道具警車開到旺角警署，直接開演，以至於警局中人不明所以，待「實地取景」半小時後，道具警車又從警局後門溜走。此外，麥當雄拍《十大奇案》扔小孩进泳池，差點溺斃；拍《雾夜飞尸》等火车开来时扔“尸体”，吓得司机急刹车，火车差点出轨；拍《省港旗兵》時，在沈威被綁縛車內，未事先告知的情況下，淋上汽油放火燒車，捕捉沈威真情流露的驚慌表情。沈威憑該片獲得金像獎最佳男配角，但他台上領獎時沒有致謝麥當雄。

## 個人生活
麦当雄在麗的期間，曾和林建明交往，後亦和叶倩文、朱宝意、裴在美等傳出绯闻。
自80年代起，麦当雄便多次在采访中表示习惯单身，无结婚打算。2014年，麦当雄变卖掉在内地的所有房产，回到香港定居，并将主要精力放在了收养（疑似血缘认亲）的两个孩子身上。2016年，麦当雄在蕭若元節目《蕭遙遊》中重申預計終身不婚。

## 作品列表

### 電影
以香港當地原始片名為主：

### 導演
- 1984年 《省港旗兵》 Long Arm of The Law

### 監製
- 1982年 《靚妹仔》 Lonely Fifteen
- 1982年 《俏皮女學生》 Happy Sixteen
- 1982年 《神探光頭妹》 Dragon Force
- 1982年 《殺入愛情街》 Crimson Street
- 1983年 《猛鬼出籠》 Possessed
- 1984年 《省港旗兵》 Long Arm of The Law
- 1984年 《猛鬼出籠II之艷鬼發狂》 Possessed II
- 1984年 《停不了的愛》 Everlasting Love
- 1985年 《反斗妹》 Crazy Seventeen
- 1985年 《歡場》 Seven Angels
- 1986年 《靚妹仔3午夜麗人》 Midnight Girl
- 1987年 《英雄好漢》 Tragic Hero
- 1987年 《江湖情》 Rich and Famous
- 1987年 《鬼新娘》 Spiritual Love
- 1987年 《省港旗兵續集》 Long Arm of The Law 2
- 1988年 《月亮、星星、太陽》 Sun, Moon, and Star
- 1988年 《公子多情》 Greatest Lover
- 1988年 《盡訴心中情》 Midnight Whispers
- 1989年 《省港旗兵第三集》（省港旗兵第三集逃出香港） Long Arm of The Law 3
- 1989年 《急凍奇俠》 The Iceman Cometh
- 1990年 《省港旗兵第四集地下通道》 Long Arm of The Law 4
- 1997年 《黑金》（台譯：情義之西西里島） Island of Greed

### 編劇
- 1988年 《法內情》 The Truth
- 1988年 《盡訴心中情》 Midnight Whispers
- 1989年 《三狼奇案》 Sentence to Hang
- 1989年 《法內情大結局》（台譯：法內情完結篇） The Truth Final Episode
- 1989年 《省港旗兵第三集》（省港旗兵第三集逃出香港） Long Arm of The Law 3
- 1990年 《省港旗兵第四集地下通道》 Long Arm of The Law 4
- 1991年 《跛豪》 To Be Number One
- 1993年 《飛狐外傳》 The Sword of Many Lovers
- 1993年 《歲月風雲之上海皇帝》 Lord of East China
- 1993年 《上海皇帝之雄霸天下》 Lord of East China 2

### 演員
- 1988年 《公子多情》 Greatest Lover

### 出品人
- 1982年 《殺入愛情街》 Crimson Street
- 1984年 《猛鬼出籠II之艷鬼發狂》 Possessed II
- 1984年 《停不了的愛》 Everlasting Love
- 1988年 《法內情》　The Truth
- 1989年 《三狼奇案》 Sentence to Hang
- 1991年 《玉蒲團之偷情寶鑑》 Sex And Zen
- 1991年 《跛豪》 To Be Number One
- 1993年 《飛狐外傳》 The Sword of Many Lovers
- 1997年 《黑金》（台譯：情義之西西里島） Island of Greed

### 電視劇監製
- 1977年 《三兄弟》
- 1977年 《大家姐與大狂魔》
- 1978年 《鱷魚淚》
- 1978年 《新大丈夫》
- 1979年 《冇牌夫妻》
- 1979年 《奇女子》
- 1979年 《沈勝衣》
- 1979年 《俠盜風流》
- 1979年 《天蠶變》
- 1979年 《天龍訣》
- 1979年《大白鯊》
- 1980年 《人在江湖》
- 1980年 《驟雨中的陽光》
- 1980年 《浪濺長堤》
- 1980年 《彩雲深處》
- 1980年 《四口之家》
- 1981年 《青春三重奏》

## 外部連結
- 麥當雄 男盜女娼 （页面存档备份，存于）